# Empis aprica
Empis aprica är en tvåvingeart som först beskrevs av Stephens 1829.  Empis aprica ingår i släktet Empis och familjen dansflugor.
Artens utbredningsområde är Storbritannien. Inga underarter finns listade i Catalogue of Life.